# Luster (film)
Luster (Blask) – melodramat amerykański w reżyserii Everetta Lewisa z roku 2002.

## Fabuła
Historia rozgrywa się w Los Angeles, w którym mieszka i pracuje Jackson (Justin Herwick), niebieskowłosy punk i aktywny homoseksualista, ulubieniec gejowskiego środowiska.

## Obsada
- Justin Herwick – Jackson, sfrustrowany poeta punk i pisarz zin
- Shane Powers - Sam, właściciel alternatywnego sklepu z płytami oraz szef i przyjaciel Jacksona
- B. Wyatt – Jed, kuzyn Jacksona z Iowa
- Pamela Gidley – Alyssa, lesbijska fotografka inspirowana Jedem
- Susannah Melvoin – Sandra, dziewczyna Alyssy
- Willie Garson – Sonny Spike, ukryta gejowska gwiazda rocka
- Jonah Blechman – Billy, młody człowiek, który zakochuje się w Sonnym
- Sean Thibodeau – Derek, mainstreamowy gej, który zakochuje się w Jacksonie
- Henriette Mantel – mama Sama
- Norman Reedus – dostawca sex tools
- Chris Freeman – Kurt Domain